# Bryne-Stadion
Das Bryne-Stadion (norwegisch: Bryne stadion) ist ein Stadion in der norwegischen Stadt Bryne. Es ist die Heimstätte und Eigentum des Fußballvereins Bryne FK.
Das Stadion hat eine Kapazität von 4000 Zuschauern, mit 2507 Sitzplätzen. Es wurde 1946 erbaut und 1977 um die Sitzplatztribüne erweitert. Das Spielfeld aus Naturrasen hat eine Abmessung von 105 × 67 Metern.
Im Jahre 2005 begannen Planungen für ein neues Stadion mit dem Namen Jæren Arena. Wegen der hohen Kosten wurde das Bauvorhaben 2008 fallengelassen.